# 12190 Sarkisov
12190 Sarkisov este un asteroid din centura principală de asteroizi.

## Descriere
12190 Sarkisov este un asteroid din centura principală de asteroizi. A fost descoperit pe 27 septembrie 1978 la Observatorul astrofizic din Crimeea de Liudmila Cernîh. Asteroidul prezintă o orbită caracterizată de o semiaxă mare de 2,56 ua, o excentricitate de 0,06 și o înclinație de 9,0° în raport cu ecliptica.